# 존 래
존 래(John Rae, 1896년 7월 19일 ~ 1985년)는 스코틀랜드의 배우이다.
퍼스에서 태어났다.

## 영화
- 오 왓 어 러브리 워 (1969년)
- 모건 (1966년)
- 화씨 451 (1966년)
- 지구가 불타는 날 (1961년)
- 비밀첩보원 (1960년)
- 무서운 스노우맨 (1957년)
- 마누엘라 (1957년)
- 자니 온 더 런 (1953년)
- 녹색의 공포 (1946년)
- 내가 가는 곳은 어디인가 (1945년)